# Abbévillers
Abbévillers es una población y comuna francesa, en la Región de Borgoña-Franco Condado, departamento de Doubs, en el distrito de Montbéliard y cantón de Maîche. Es limítrofe con Suiza.

## Demografía
| Gráfica de evolución demográfica de Abbévillers entre 2004 y 2019 |
|                                                                   |

Fuentes: INSEE.

## Políticos
Elecciones Presidential Segunda Vuelta:
| Elección | Elección | Candidato Ganador | Partido | %     |
| -------- | -------- | ----------------- | ------- | ----- |
|          | 2022     | Marine Le Pen     | RN      | 64,61 |
|          | 2017     | Marine Le Pen     | FN      | 57,66 |
|          | 2012     | Nicolas Sarkozy   | UMP     | 62,52 |
|          | 2007     | Nicolas Sarkozy   | UMP     | 62,91 |
|          | 2002     | Jacques Chirac    | RPR     | 73,33 |